# Deh-e Darreh
Deh-e Darreh (persiska: ده درّه) är en ort i Iran.   Den ligger i provinsen Khuzestan, i den västra delen av landet, 400 km sydväst om huvudstaden Teheran. Deh-e Darreh ligger 708 meter över havet och antalet invånare är 146.
Terrängen runt Deh-e Darreh är kuperad åt sydväst, men åt nordost är den bergig.Runt Deh-e Darreh är det ganska tätbefolkat, med 72 invånare per kvadratkilometer. Närmaste större samhälle är Jūrvand, 2,7 km öster om Deh-e Darreh. Omgivningarna runt Deh-e Darreh är i huvudsak ett öppet busklandskap.